# Sclerocactus polyancistrus
Sclerocactus polyancistrus là một loài thực vật có hoa trong họ Cactaceae. Loài này được (Engelm. & J.M. Bigelow) Britton & Rose miêu tả khoa học đầu tiên năm 1922.

## Hình ảnh

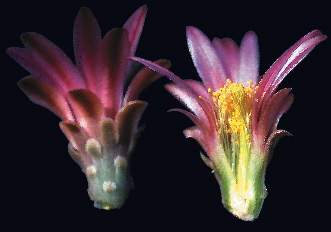
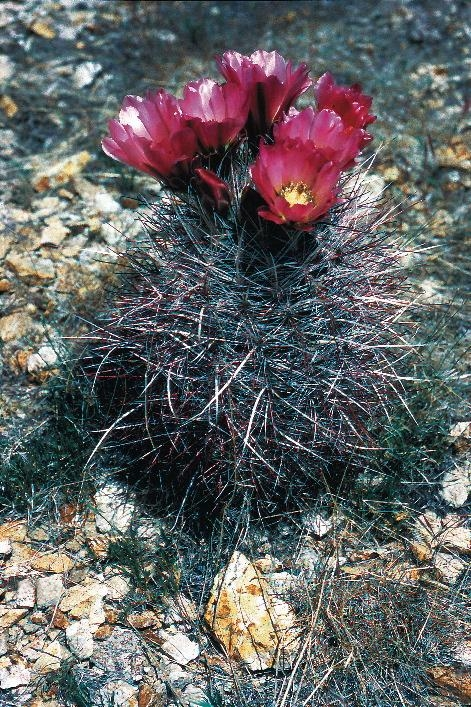
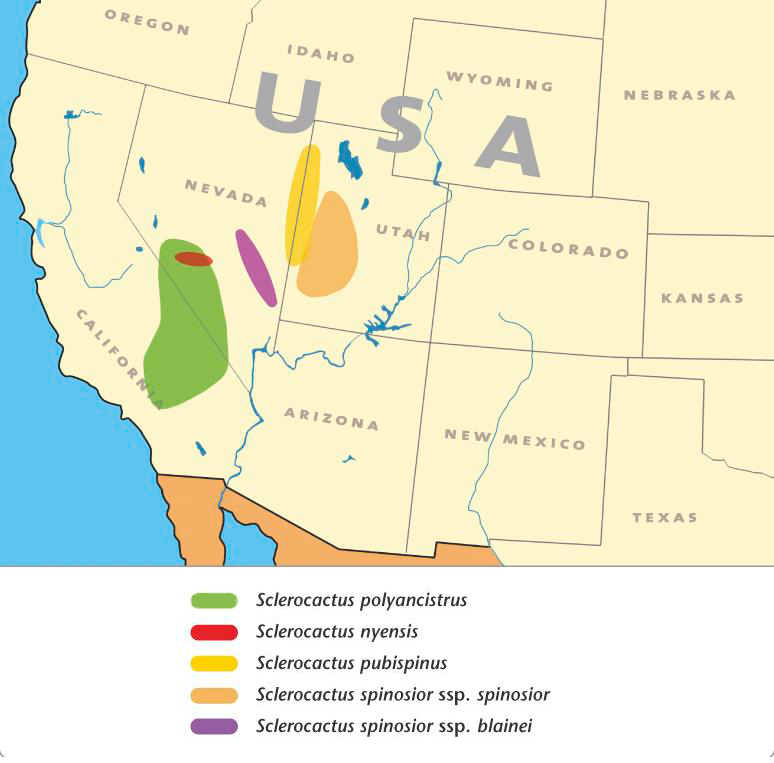
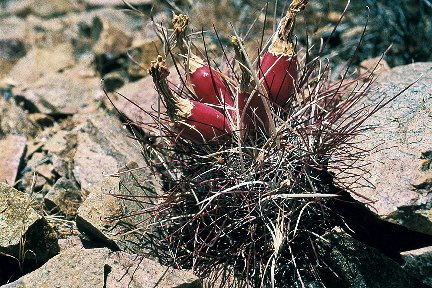